# 장좌도
장좌도(長左島)는 전라남도 목포시 유달동에 속한 섬이다.